# Sicco Mansholt
Sicco Mansholt ([sɪkoː ˈmɑnsɦɔlt]), né le 13 septembre 1908 à Ulrum et mort le 29 juin 1995 à Wapserveen, est un homme d'État néerlandais. Membre du Parti travailliste (PvdA), il est président de la Commission européenne du 22 mars 1972 au 5 janvier 1973.
Ministre néerlandais de l'Agriculture, de la Pêche et de l'Approvisionnement alimentaire du 25 juin 1945 au 1er janvier 1958 sous Wim Schermerhorn, Louis Beel et Willem Drees, il est à cette date nommé commissaire européen chargé de l'Agriculture et vice-président de la Commission. Il exerce la fonction jusqu'au 22 mars 1972, quand il prend la direction de la commission Mansholt. Il est de nos jours connu comme l'un des Pères de l'Europe et l'un des principaux artisans de la politique agricole commune (PAC).

## Lettre Mansholt
Dans une lettre ouverte, adressée le 9 février 1972 au président de la Commission européenne, Franco Maria Malfatti, Mansholt fit grand bruit en prônant une politique écologiste fondée sur la décroissance de l'économie après qu'il a lu le rapport Meadows, publié la même année par le Club de Rome et publié en France sous le titre Halte à la croissance ? Il y défendait aussi l'idée d'un revenu minimum garanti à l'échelle européenne.
Parmi les Français, le président, Georges Pompidou ; le vice-président de la Commission européenne Raymond Barre ; et le secrétaire général adjoint du Parti communiste français,Georges Marchais, critiquèrent durement cette lettre ouverte. André Gorz la commenta favorablement dans Le Nouvel Observateur et invita Mansholt à un débat du magazine organisé à Paris le 13 juin 1972 avec la participation de Herbert Marcuse et Edgar Morin.
Bernard Charbonneau nota le revirement de Mansholt dans son ouvrage Notre table rase en 1974 et considerait qu'il avait notablement contribué à la destruction de l'agriculture paysanne et favorisé le développement de l'agriculture industrielle pour subvenir aux besoins européens, Mansholt milita en faveur de l'écologie et de la limitation de la croissance.

## Mandats politiques
- 30.04.1945 - 22.05.1945 : bourgmestre par intérim de Wieringermeer.
- 25.06.1945 - 01.01.1958 : ministre de l'Agriculture, de la Pêche et de l'Approvisionnement des Pays-Bas.
- 07.01.1958 - 22.03.1972 : vice-président de la Commission européenne, chargé de l'agriculture.
- 22.03.1972 - 05.01.1973 : président de la Commission européenne.

## Distinctions
- Grand-croix de l’ordre du Mérite de la République fédérale d'Allemagne ( Allemagne)
- Grand-cordon de l'ordre de Léopold ( Belgique)
- Grand-croix de la Légion d'honneur ( France)
- Commandeur de l'ordre du Mérite agricole ( France)
- Grand-croix de l'ordre de la Couronne de chêne ( Luxembourg)
- Grand-croix de l'ordre d'Orange-Nassau ( Pays-Bas)
- Grand-croix de l'ordre du Lion néerlandais ( Pays-Bas)

## Compléments

### Lectures approfondies
- La Lettre Mansholt, réactions et commentaires, Paris : J.-J. Pauvert, 1972 [contient le texte de la lettre de Sicco Mansholt à F.M. Malfatti, président de la Commission des communautés européennes, 9 février 1972].